# نوم ثنائي أو عديد الأطوار

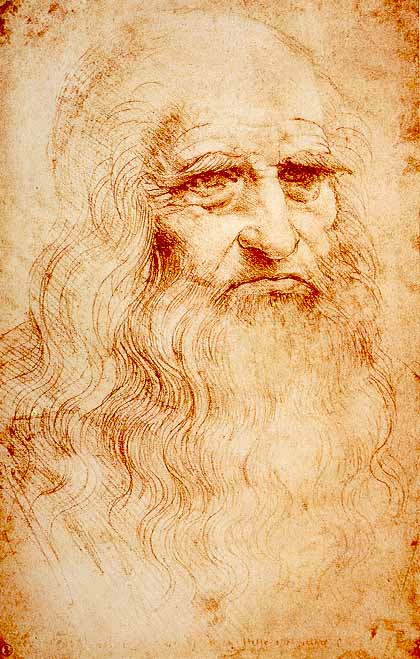

النوم ثنائي الأطوار  (بالإنجليزية: Biphasic sleep)‏ و النوم عديد الأطوار (بالإنجليزية: polyphasic sleep)‏ هو ممارسة النوم بعد تقسيمه إلى عدة فترات خلال الـ 24 ساعة، ويهدف هذا النوع إما إلى استغلال أكبر للوقت أو التأقلم مع العمل تحت الظروف الاستثنائية.

## أنواعه
هناك أنواع كثيرة منها ما يقسم النوم على ساعات النهار دون تقليص عدد ساعات النوم الكلي (8 ساعات)كالتي يسمح بها الجيش الأمريكي . ومنها ما يقلص عدد ساعات النوم الكلي قليلا (5-7 ساعات) ومنها ما يقلص عدد ساعات النوم الكلي بشكل كبير (2-4 ساعات) كنظام Dymaxion و نظامUberman.

## من ناحية طبية
لم يثبت الطب سلامة هذه الطرق أو صلاحيتها كنظام حياة كامل لكن يمكن استعمالها في بعض الظروف كالحروب لكن حتى في مثل هذه الاستثناءات لا يعرف مدى فعالية هذا النوع من النوم.

## تاريخيا
أما بالنسبة أن عددا من المشاهير مثل ديكارت ونابليون وغيرهما استعملوا هذا النوع من النوم فهذا غير ثابت تاريخياً.